# ベイチュの聖母
『ベイチュの聖母』（ベイチュのせいぼ、伊: La Madonna Bache, 英: The Bache Madonna）として知られる『聖母子』（せいぼし、伊: Madonna col Bambino, 英: Madonna and Child）は、盛期ルネサンス期のヴェネツィア派の巨匠ティツィアーノ・ヴェチェッリオが1508年頃に制作した絵画である。油彩。ティツィアーノ初期の作品の1つで、聖母子を主題としている。長らくエクセター侯爵家に所有されていた作品で、のちにアメリカ合衆国の美術収集家ジュール・ベイチュのコレクションに加わった。絵画の愛称はこの収集家の名前にちなんで呼ばれるようになった。現在はニューヨークのメトロポリタン美術館に所蔵されている。

## 作品

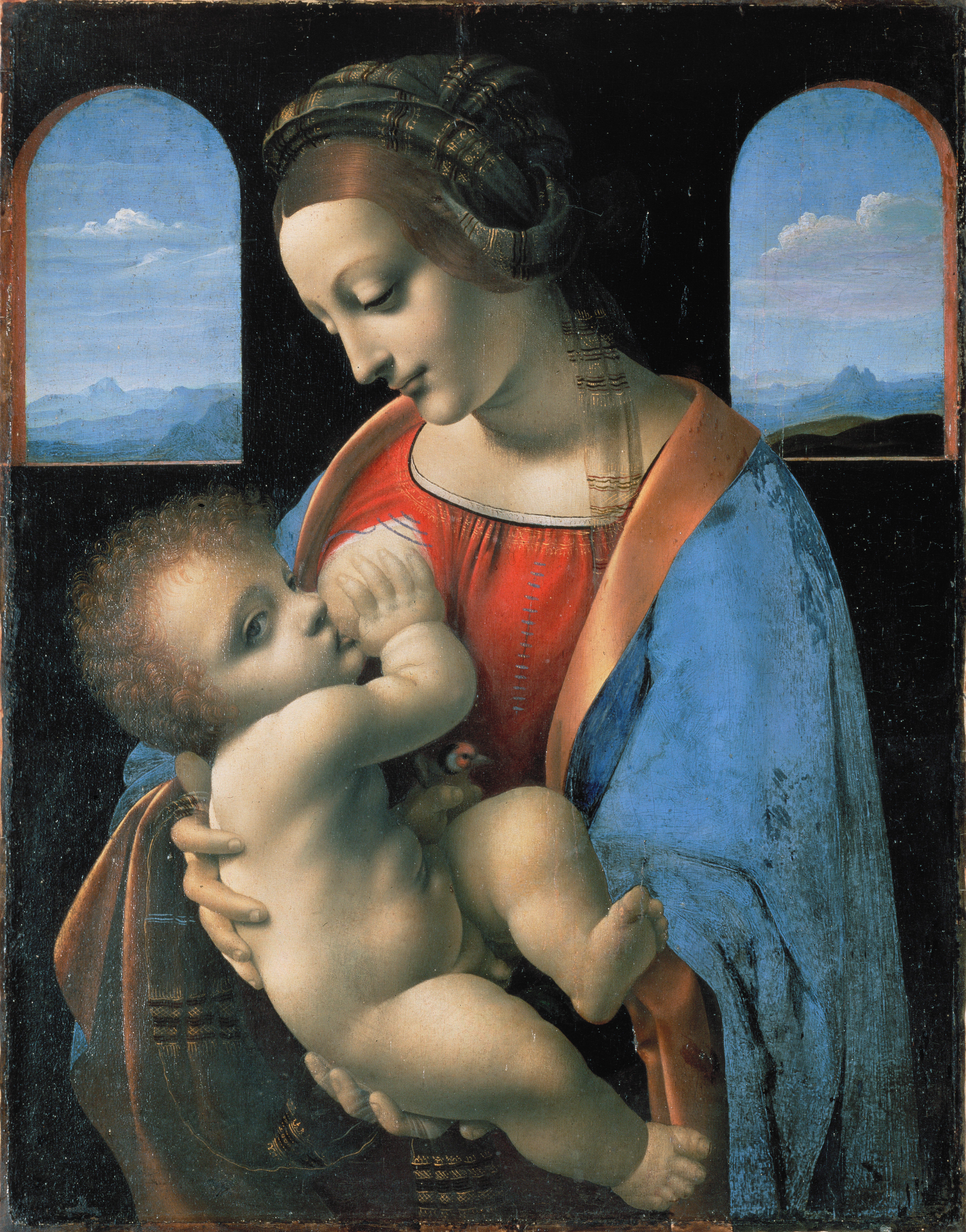
レオナルド・ダ・ヴィンチの『リッタの聖母』。1490年から1491年。エルミタージュ美術館所蔵。

聖母マリアはゆったりとした姿勢で幼児のイエス・キリストを抱き上げている。聖母は典型的な赤いドレスと青いマントをまとい、頭に半透明のヴェールを身に着けている。膝の上には同様の半透明の布を敷いて、その上に幼児のキリストを乗せ、静かな表情をした横顔で息子を見つめている。母子の頭部には光輪も見える。画面左端は折り目のついた深い緑のカーテンで覆われ、画面右には幹が根元でつながったように見える2本の樹木が生えており、その向こうに開けた風景が遠くまで広がっている。この聖母画は1508年頃まで遡ると見なされている初期の作品の1つであり、聖母と幼子キリストの絆を表現するティツィアーノの試行錯誤を垣間見ることができる。科学的な研究により、ティツィアーノは当初、伝統的な直立した姿勢で座る人物像を画面中央に配置していたことが明らかとなった。ティツィアーノは彼らの姿勢をくつろいだものに変更することで、鑑賞者が2人を神の象徴としてではなく、愛情を分かち合う母子の親密な瞬間を垣間見ることができるようにした。聖母マリアと幼児イエスの相互の関連性は、背景に見える2本の樹木で象徴的かつ詩的に表現されている。
聖母子の図像としては、キュレーターのデビッド・アラン・ブラウン（David Alan Brown）は本作品がエルミタージュ美術館所蔵のレオナルド・ダ・ヴィンチの作とされる『リッタの聖母』（La Madonna Litta）との間に類似点があることを指摘している。またゲオルク・グロナウによると、幼児キリストはジョヴァンニ・ベッリーニの晩年の作品に似ており、聖母は漠然とパルマ・イル・ヴェッキオの女性たちを思い起こさせるという。ティツィアーノの初期作品との関係性では、1510年頃の制作とされるアッカデミア・カッラーラ所蔵の『ロキスの聖母』（La Madonna Lochis）や、 ロンドン・ナショナル・ギャラリー所蔵の『聖家族と羊飼い』（ Sacra Famiglia con un pastore）との類似が指摘されている。
保存状態は悪い。過去に損傷と大規模な修復を受けたことはティツィアーノへの帰属を曖昧にさせる要因となっている。

### 帰属
帰属について諸学者の見解はおおむねティツィアーノで一致している。最初にティツィアーノの作品として言及したのは1815年のトーマス・ブロア（Thomas Blore）で、当時絵画があったバーリー・ハウスのガイドの中で紹介している。その後、美術評論家ジョヴァンニ・バティスタ・カヴァルカゼルと美術史家ジョゼフ・アーチャー・クロウはプラド美術館所蔵の『聖母子と聖ドロテア、聖ゲオルギウス』（Madonna tra i santi Giorgio e Dorotea）と関連して本作品を取り上げ、ティツィアーノの作品として言及した。一部にジョルジョーネやドメニコ・カプリオーリとする見解もあるにせよ多くの場合は研究史の初期の段階であり、それ以降はティツィアーノへの帰属はほぼ認められている。例外としては1990年にデビッド・アラン・ブラウンがティツィアーノへの帰属を拒否してドメニコ・マンチーニの作としている。

### 制作年代
制作年代は一般的にティツィアーノの初期と考えられている。具体的にはリオネロ・ヴェントーリ（1933年）やバーナード・ベレンソンらは1510年頃（1957年）、ロドルフォ・パッルッキーニは1511年頃（1969年）、ポール・ジョアニデスは1512年頃とし（1994年）、フランチェスコ・ヴァルカノーヴァ（Francesco Valcanove）は最初は1510年頃（1969年）としていたが30年後に1507年頃と改め（1999年）、フィリッポ・ペドロッコ（Filippo Pedrocco）は1507年から1508年頃（2001年）、パトリシア・メイルマン（Patricia Meilman）は1506年頃としており（2004年）、近年はより古い作品と見なす傾向が強くなっている。

## 来歴
記録に残っている最初の所有者はパリの実業家・後援者・美術収集家であったジャン・ド・ジュリエンヌである。ニューヨークのモルガン図書館＆美術館には1756年頃のジャン＝バティスト＝フランソワ・ド・モンチュレが編集した『ド・ジュリエンヌ氏の絵画目録』（Catalogue des tableaux de Mr. de Jullienne）が所蔵されているが、その52ページのイラストには本作品と思われる絵画の図像が含まれている（モルガン図書館＆美術館の画像）。その後、絵画を入手したのはグレートブリテン王国貴族の第9代エクセター伯爵ブラウンロー・セシルであり、1793年に伯爵が死去すると、甥の初代エクセター侯爵ヘンリー・セシルに相続された。それ以降はしばらくエクセター侯爵家が所有していたが、第3代エクセター侯爵ウィリアム・アレイン・セシルは1888年に美術収集家として知られるロバート・ヘンリー・ベンソン夫妻に売却した。売却価格は110.5ポンドあるいは110ポンドであった。その後、絵画が1927年にデュヴィーン・ブラザーズに売却されると、その翌年にアメリカ合衆国財務長官を務めたアンドリュー・メロンが購入し、銀行家・慈善家・美術収集家のジュール・ベイチュに27万5,000ドルで売却した。メトロポリタン美術館にこの絵画が遺贈されたのはジュール・ベイチュの死後の1949年であった。

## ギャラリー

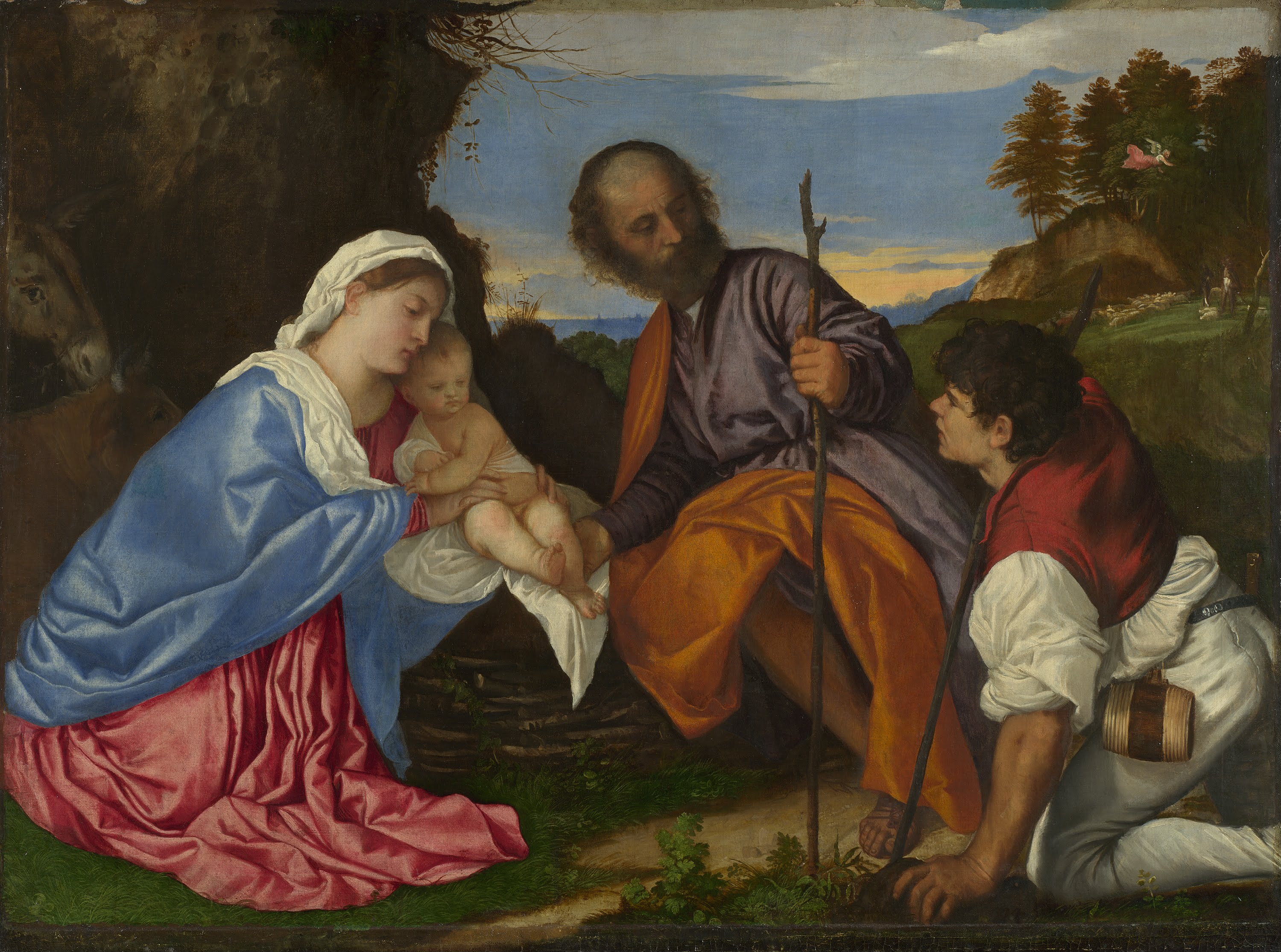
ティツィアーノ・ヴェチェッリオ『聖家族と羊飼い』1510年頃 ナショナル・ギャラリー所蔵
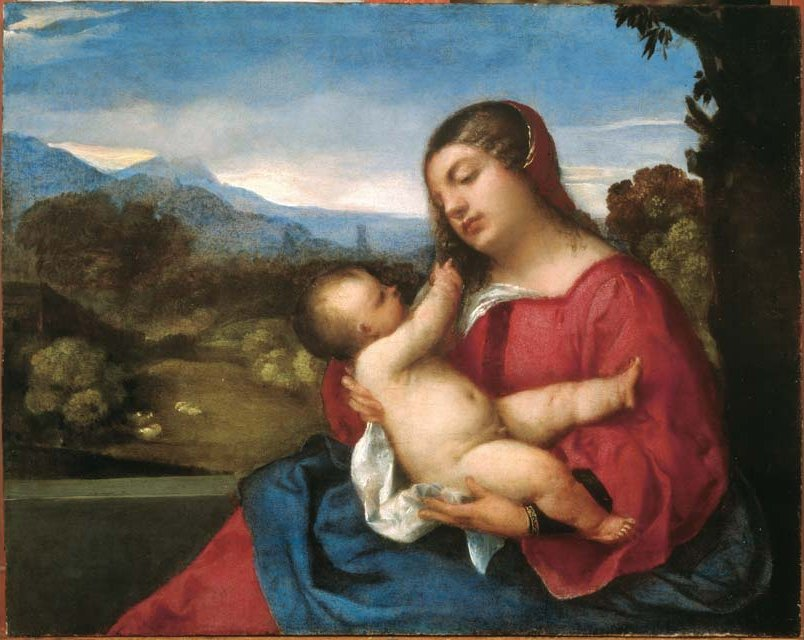
ティツィアーノ・ヴェチェッリオ『ロキスの聖母』1508年-1510年頃 アッカデミア・カッラーラ所蔵